# 阿西伊夫卡
49°21′55″N 36°41′13″E / 49.36528°N 36.68694°E
阿西伊夫卡（羅馬化：Asiivka）是位於烏克蘭東部哈爾科夫州伊久姆區巴拉克利亚市镇的村莊。該村始建於1732年，面積1.62平方公里，海拔高度121米，2001年人口770，人口密度每平方公里475人。